# Most princa Karla u Foči
Most princa Karla je željezni most u Foči.
Sagrađen za austro-ugarske uprave. Građen po projektu austro-ugarskog pionirskog natporučnika Krichbaumera. Lipnja 1882. započeta je gradnja. Građen je na mjestu gdje je nekad bila prijevozna skela preko Drine. Dovršen i u promet pušten 22. listopada 1884., i u funkciji bio do 4. svibnja 1942. kad je poslije povlačenja partizana iz Foče Titovom odlukom most srušen. Povjerenstvo za očuvanje nacionalnih spomenika BiH proglasilo ga je 2012. nacionalnim spomenikom BiH.
Danas je kraj njega KPD Foča. Središnji dio srušen je u NATO-vom bombardiranju 1995. godine. Ima jednu prometnu traku za dvosmjerni promet reguliran semaforom.

## Vanjske poveznice
- (srp.) [neaktivna poveznica] Željezni most princa Karla, historijski spomenik, 5. lipnja 2012.
- Novinarstvo!!! Spisak spomenika nastalih za vrijeme Austrougarske uprave u BiH, utorak, 5. kolovoza 2014. Većina tekstova sa zurnalizam.blogsport.hr vlasništvo je Medijskog centra Vrhbosanske nadbiskupije i Katoličkog tjednika.